# Състезателно програмиране
Състезателното програмиране е мисловен спорт, обикновено провеждащо се чрез Интернет или в локална мрежа, в което състезателите пишат компютърни програми за ограничено време спрямо предварително зададени изисквания.
Огранизаторите на състезанията по програмиране подготвят списък от логически или математически задачи, а участниците трябва да напишат компютърни програми, които ги рашават. Оценяването типично е автоматизирано и се извършва спрямо броят на верните решения, но може да включва и други фактори като време на предаване на решението, качество на програмния изход, време за изпълнение, размер на програмата и др.

## Известни състезания

### По света
- Международна олимпиада по информатика (International Olympiad of Informatics, IOI) – едно от най-старите състезания за ученици
- Балканска олимпиада по информатика
- Европейска младежка олимпиада по информатика
- International Collegiate Programming Contest (ICPC) – състезание на студенти, които участват в отбори по трима
- Codeforces рундове – типично продължават два часа и се провеждат всяка седмица[1]
- Facebook Hacker Cup – състезание, провеждано от 2011, организирано и спонсорирано от Facebook
- Google Code Jam – състезание, провеждано от 2003, организирано и спонсорирано от Google
- Topcoder Open (TCO) – организирано от Topcoder, провежда се от 2001

### В България
- Национална олимпиада по информатика [2]
- Националeн есенен турнир по информатика
- Зимни състезания по информатика
- Националeн пролетен турнир по информатика
- Националeн летен турнир по информатика
- Открито първенство на София по информатика [3]
- Турнир „За тортата на директора на СМГ“